# مواده المظلمة (مسلسل تلفزيوني)
مواده المظلمة (بالإنجليزية His Dark Materials) هو مسلسل مغامرات خيالية بريطاني مبني على  رواية سلسلة من نفس الاسم من قبل فيليب بولمان. يتم إنتاجه من قبل نيو لاين سينما و جين تانتر و جولي غاردنر وستبث علي قناة بي بي سي واحد في إنجلترا واشترت شبكة إتش بي أو  حقوق العرض في أمريكا وباقي أنحاء العالم. تم التجديد لموسم ثاني من ثماني حلقات قبل بدء عرض الموسم الأول.

## طاقم التمثيل
- دافني كين في دور ليرا, يتيمة
- لين مانويل ميراندا في دور لي , مغامر
- جيمس ماكافوي في دوراللورد إسراييل  [لغات أخرى]‏
- روث ويلسون في دور ماريسا كولتر  [لغات أخرى]‏
- كلارك بيترز في دور الدكتور كارني
- إيان جيلدر في دور الباحث تشارلز
- جيف بيل جاك فيرهوفن

## الإنتاج
في تشرين الثاني / نوفمبر 2015, أعلنت شبكة بي بي سي واحد أنها ستقوم بعمل مسلسل مبني علي سلسلة الروايات مواده المظلمة، إلى أن يتم إنتاجها من قبل شركة باد وولف ونيو لاين سينما. في نيسان / أبريل عام 2017 ، الكاتب جاك ثورن قال لشبكة راديو تايمز ‏ أن المسلسل لا يزال في مرحلة ما قبل الإنتاج. وقال: «إنه في نقطة مثيرة حيث أقوم فقط بكتابة بعض الأشياء في الصفحة وأحاول معرفة ما يصلح وما لا يصلح» و أنه يريد التأكد من أنها مخلصة الكتب.
في 8 آذار / مارس 2018 ، أعلن أن دافني كين ستقوم بدور ليرا اليتيمة، مع المخرج توم هوبر . لين مانويل ميراندا أيضا في دور المغامر لي . في 8 حزيران / يونيه 2018 ، أفيد بأن جيمس ماكافوي، كلارك بيترز ، روث ويلسون قد انضموا إلى المسلسل . في 8 آب / أغسطس عام 2018 ،ذكر لين مانويل ميراندا أنه كان في اليوم الثالث من التصوير.

## روابط خارجية
- مواده المظلمة على موقع IMDb (الإنجليزية)
- مواده المظلمة على موقع ميتاكريتيك (الإنجليزية)
- مواده المظلمة على موقع روتن توميتوز (الإنجليزية)
- مواده المظلمة على موقع أول موفي (الإنجليزية)
- مواده المظلمة على موقع فيلمافينيتي (الإسبانية)
- مواده المظلمة على موقع كينوبويسك (الروسية)
- مواده المظلمة على موقع ألو سيني (الفرنسية)
- مواده المظلمة على موقع قاعدة بيانات الفيلم (الإنجليزية)